# Hiroki Matsubara
Hiroki Matsubara (jap. 松原 浩樹, Matsubara Hiroki; * 15. November 1973 in der Präfektur Kyoto) ist ein ehemaliger japanischer Fußballspieler.

## Karriere
Matsubara erlernte das Fußballspielen in der Schulmannschaft der Yamashiro High School und der Universitätsmannschaft der Ritsumeikan-Universität. Seinen ersten Vertrag unterschrieb er 1996 bei Shimizu S-Pulse. Der Verein spielte in der höchsten Liga des Landes, der J1 League. Für den Verein absolvierte er zwei Erstligaspiele. Ende 1996 beendete er seine Karriere als Fußballspieler.

## Erfolge
Shimizu S-Pulse
- J.League Cup

Sieger: 1996